# Sultan ad-Dawla
Soltan o-dowleh abu Chujâ` ou Sultan ad-Dawla Abû Chujâ` Fannâ Khusraw (Sultan de l'empire) est le fils aîné de l'émir bouyide d'Irak et du Fars Bahâ' ad-Dawla Fîrûz. Il succède à son père en décembre 1012 Il reste émir du Fars jusqu'à sa mort en 1024, mais il laisse l'Irak à son frère Mucharrif ad-Dawla Hasan en 1021. Dans le Fars son fils Abû Kâlîjâr `Imâd ad-Din Marzubân lui succède en 1024.

## Biographie
Abû Chujâ` Fannâ Khusraw passe sa jeunesse à Bagdad. Son père Bahâ' ad-Dawla Fîrûz le désigne comme son successeur peu de temps avant sa mort.
Bahâ' ad-Dawla décède le 22 décembre 1012, il laisse quatre fils :
- Fannâ Khusraw qui lui succède comme émir d'Irak et du Fars avec le titre de Sultan ad-Dawla (Sultan de l'empire).
- Chirzîl est nommé gouverneur de Bassora avec le titre de Jalâl ad-Dawla (Splendeur de l'empire).
- Abû al-Fawâris est nommé gouverneur du Kermân avec le titre de Qiwâm ad-Dawla (Soutien de l'empire) .
- Hasan est nommé gouverneur de l’Irak avec le titre de Mucharrif ad-Dawla (Noblesse de l'empire). En 1021, il devient l’émir d’Irak à la place de son frère qui garde le Fars.

Au lieu d'attendre les insignes de sa fonction et l'investiture du calife abbasside Al-Qadir, il part immédiatement pour Chiraz où est mort son père. Il reste dans le Fars pendant trois ans avant de retourner vers l'Irak. Il ne va pas jusqu'à Bagdad et se contente de rencontrer son frère Mucharrif ad-Dawla à Ahvaz.
En 1018, Sultan ad-Dawla fait de nouveau le voyage vers l'Irak. Cette fois c'est pour tenter de négocier avec les émirs de Mossoul. Qiwâm ad-Dawla profite de l'absence de Sultan ad-Dawla pour envahir le Fars avec l'aide des Ghaznavides. Cette attaque échoue mais marque encore plus la division des Bouyides. Après avoir repoussé l'attaque de Qiwâm ad-Dawla, Sultan ad-Dawla retourne en Irak dans le but d'y consolider son autorité, la région des marais du sud de l'Irak est enfin soumise par les Bouyides.
La rivalité entre les troupes turques et les troupes daylamites continue de susciter des troubles. L'arrivée à Bagdad de Sultan ad-Dawla augmente le nombre des daylamites et leur influence. En 1021, les mercenaires turcs désignent Mucharrif ad-Dawla Hasan comme leur émir. Après de longues négociations, Sultan ad-Dawla reconnaît son frère comme « roi d'Irak » un titre inconnu jusque-là. Néanmoins Sultan ad-Dawla a envie de reprendre le pouvoir directement. Il envahit l'Irak avec son armée. Il est vaincu par les troupes de son frère Mucharrif ad-Dawla de telle sorte que l'Irak devient complètement indépendant. Sultan ad-Dawla est expulsé d'Irak, son nom n'est plus cité lors des prières du vendredi, Mucharrif ad-Dawla est reconnu comme le nouvel « émir des émirs ».
Sultan ad-Dawla décède en décembre 1024. Son fils Abû Kâlîjâr `Imâd al-Din Marzubân lui succède dans le Fars.